# Deserta Grande
La Isla Desierta Grande (en portugués: Ilha Deserta Grande) es la isla principal de las Islas Desiertas, una pequeña cadena de islas en el archipiélago de Madeira, ubicado al sureste de la isla de Madeira. La isla es una reserva natural con una base en el lado occidental. Al sur de la base, no se permite la entrada a menos de 100 m con el fin de proteger la críticamente amenazada foca Monje. Se permite el acceso al norte de la base de la naturaleza, pero algunas actividades como la pesca submarina están prohibidas.

## Fauna y flora

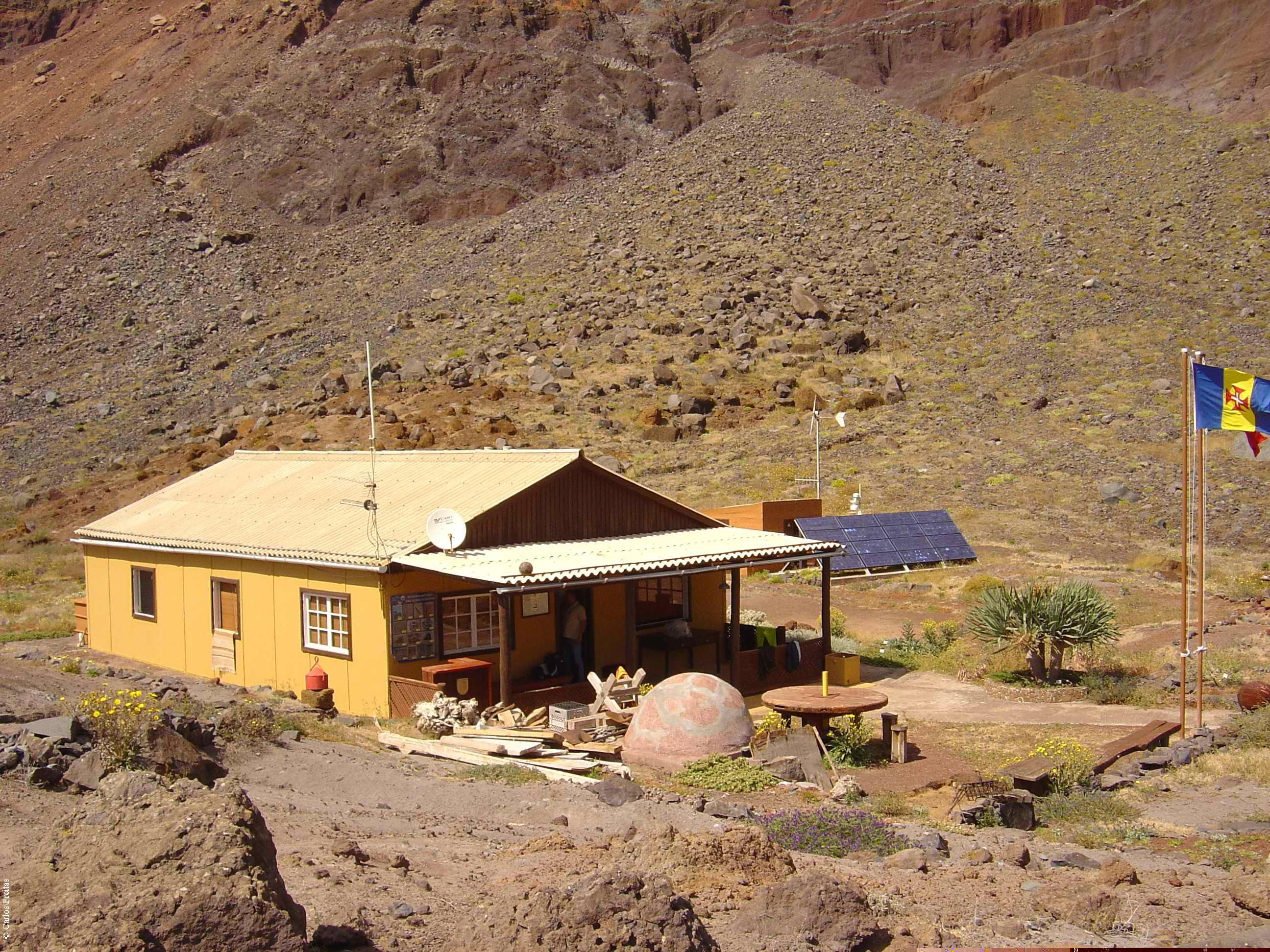
Caseta en el corazón de la isla.

Durante los intentos de colonización de estas islas, se introdujeron algunas especies, por lo que rápidamente se convirtieron en invasoras y destructivas para las especies endémicas. Tras la integración de las islas en el parque natural de Madeira, se promovió la erradicación de especies invasoras y última cabra fue abatida en el año 1990 y así se ha conseguido que la vegetación endémica se esté recuperando. Musschia isambertoi es una especie de la familia Campanulaceae que es endémica de la isla.

En cuanto a la fauna una las especies endémicas de la isla es la tarántula de las Desertas (Hogna ingens). Esta isla es la colonia más grande del Atlántico, y probablemente del mundo del petrel de Bulwer o alma-negra (Bulweria bulwerii). También anidan en la isla la pardela cenicienta (Calonectris diomedea) y el paíño de Madeira (Oceanodroma castro), entre otras.

En cuanto a los mamíferos y de manera similar a lo que sucede en las otras islas, encontramos a la foca monje (Monachus monachus).